# 三浦朱門
三浦 朱門（みうら しゅもん、1926年〈大正15年〉1月12日 - 2017年〈平成29年〉2月3日）は、日本の作家。
日本大学芸術学部教授、文化庁長官（第7代）、社団法人日本文藝家協会理事長（第7代）、日本芸術院院長（第4代）などを歴任した。

## 略歴
東京府豊多摩郡（現:東京都中野区）東中野生まれ。父はイタリア文学者の三浦逸雄。野方第五尋常小学校（現:中野区立啓明小学校）、東京府立第二中学校（現:東京都立立川高等学校）から旧制高知高等学校を経る。同校在学中には禁じられている煙草を吸い、さらに厭戦的態度を示して無期停学になった。旧制高知高等学校3年生の時に勤労動員され、1945年7月21日、陸軍二等兵として千葉県我孫子で入隊、千葉県の仮兵舎で敗戦を迎える。
復学後、1948年東京大学文学部言語学科卒業。1950年第17次『新思潮』に参加し、1951年の「冥府山水図」で「芥川の再来」と呼ばれ、1952年「斧と馬丁」で芥川賞候補となり、作家活動に入る。妻の曽野綾子（本名:三浦知寿子）とともに、“第三の新人”の一人。
父の口利きで1948年から日本大学芸術学部非常勤講師となる。1952年10月助教授、1967年10月教授となるが、もともと日大の教員になったのは三流私大なら不勉強な自分でも教えられるだろうと高を括ったためであり、殊に30代半ば以降は作家としての収入が助教授の給料の数倍に達し、教員をするのがバカらしくなり、そういう気持ちが態度や勤務状況に反映して同僚から反感を買ったという。結局、1969年の日大紛争で学生からも孤立し、赤塚行雄とともに辞職。のち中部大学女子短期大学教授、1991-95年学長を務めた。
2004年10月に日本芸術院の院長に選出され、2014年9月末まで院長を務めた。妻・綾子とともにカトリック信徒で、同時に天皇崇拝家。
2017年2月3日、間質性肺炎のため死去。91歳没。

## 受賞・栄典
- 1967年 - 第14回新潮社文学賞（『箱庭』）[14]
- 1970年 - 聖シルベストロ教皇騎士団勲章
- 1983年 - 第33回芸術選奨文部科学大臣賞（『武蔵野インディアン』）[15]
- 1987年 - 日本芸術院賞・恩賜賞[16]、日本芸術院会員
- 1999年 - 第14回正論大賞、文化功労者顕彰

## 役職
- 特定非営利活動法人日本映画映像文化振興センター理事長[17]
- 教育課程審議会会長
- 財団法人日本民謡協会理事長
- 財団法人住友財団理事
- 社団法人日本文藝家協会理事、のち理事長
- 財団法人民間放送教育協会会長
- 文化庁長官
- 日本芸術院第二部長
- 日本芸術院院長

## 発言・逸話
- ペンネームの「朱門」は、キリスト教の聖人シモン・ペテロに因んでいる。なお、実姉も同様にキリスト教の聖人の名前に由来しているが、父・三浦逸雄がイタリア文学（ダンテ論）を専門としていたことに由来する[18]。
- 1972年1月17日、田園調布の自宅に不審者が押し入ったが、隙をみて蹴飛ばすことで追い出した。警視庁が強盗未遂の容疑で捜査[19]。
- 1985年、文化庁長官に就任し、「女性を強姦するのは、紳士として恥ずべきことだが、女性を強姦する体力がないのは、男として恥ずべきことである」「レイプ犯人が犠牲者として貞操についてルーズな思想の持主を襲ってくれればよいのです。」「彼女たちはそういうことにあっても、水溜りで転んだ程度にしか考えないでしょう」「これも自分が魅力的だからこんなことになったのだと、かえってお得意になってくれるかもしれないのです。」などの雑誌での文章が、東京・強姦救援センター（田島直美代表）などから抗議を受け、6月20日の参議院文教委員会で粕谷照美議員から追及され「売文業者として一種のだじゃれのつもりだったが、いろいろな点において書き間違った部分があると反省している」と陳謝した[20][21]。
- 1990年、永山則夫の入会を日本文芸家協会が拒否した際、理事長として一貫して永山の入会を支持した。1997年、永山の死刑が執行されたとき、日本文芸家協会理事長として意見を求められた三浦は、「とくに感想はありません。法律は法律だし、文学作品を書く人の業績は業績です」と述べた。この発言について、辺見庸は、2008年4月5日に「死刑廃止国際条約の批准を求めるフォーラム'90」主催の講演会で、「木で鼻を括ったような話ではないか。彼は永山を突き放した。死が法律の問題で文学の問題ではないというのは正論なのか。ならばなぜ文学はあるのか。人の死を死と想像しない人が、いったいいかなる文学を創造するというのか」と批判した[22]。
- 教育課程審議会会長として、ゆとり教育に舵を切った新・学習指導要領の答申の最高責任者として関わっており、後に「二次方程式を解かなくても生きてこられた」「二次方程式などは社会へ出て何の役にも立たないので、このようなものは追放すべきだ」という妻である曽野綾子の発言を紹介している。曽野綾子は中曽根臨時教育審議会（臨教審）のメンバーとして同じくゆとり教育の導入に尽力した。2000年7月、ジャーナリストの斎藤貴男に、「出来ん者は出来んままで結構、100人中2～3人はいるはずのエリートを伸ばす。それ以外は実直な精神だけ持っていてくれればいい」「魚屋の息子が官僚になるようなことがあれば本人にも国民にとっても不幸になる」と、エリート主義的な発想からゆとり教育を導入したと語った[23]。
- 外交関係については2004年2月に「拉致問題すら当事者として解決する力のない日本にとって、対米追従以外の選択肢がありえない」とし、また「もし戦死者が出れば、それは憲法改正のための尊い犠牲なのだと考えたい」と語った[24]。
- 「食前食後に飯を食う」と言われるほどの健啖家でもあった。アメリカ留学時代、知人にディナーに招待されていたことを忘れてレストランで腹一杯食べた際も、その後訪れた招待先でデザートまでフルコースを平らげた[25]。
- 「中高生時代は手のつけられないほどの不良であった」と自称し、非行の内容として、門限破り、喫煙、飲酒、女性との交際を挙げている[26]。旧制高知高校時代には喫煙名目で無期停学処分を受けたことがあるが、指導教授は三浦の父に「世が世なら息子さんは決して処分の対象になるようなことはしていない」と説明し、父もその旨を理解したという[27]。
- 週刊ポスト2010年6月25日号に「真のエリート育成のためには体罰の復活しかない」との自説が特集された。

## 著書
- 『冥府山水図』筑摩書房 1955 のち角川文庫
- 『礁湖』村山書店 1957
- 『地図の中の顔』講談社（書下し長編推理小説シリーズ）1959
- 『セルロイドの塔』文藝春秋新社 1960 のち角川文庫
- 『羊が怒る時』東都書房 1961
- 『実子』新潮社 1961
- 『女おもてうら 逆説的女ずき』冬樹社 1964
- 『神話』講談社 1966 のち文庫
- 『箱庭』文藝春秋 1967 のち文庫、講談社文芸文庫
- 『幼い果実』学習研究社（レモン・ブックス）1967
- 『愛からの出発 心から心への希求』青春出版社 1968
- 『一度だけを生きる愛 心から心への才知』青春出版社 1968
- 『教えの庭』新潮社 1969
- 『現代文学の実験室 7　三浦朱門集』大光社 1969
- 『道の半ばに』文藝春秋 1969 のち集英社文庫
- 『愛するべきか 心をかきたてる愛の方法』青春出版社 1969
- 『竹馬の友』三笠書房 1970
- 『もし好きになったら 本当に知りたい聞きたいこと』青春出版社・新書 1970
- 『バベルの塔』講談社 1971
- 『青い鳥を告発しろ』講談社 1971 のち福武文庫
- 『鴉』中央公論社 1971
- 『遠い旅』毎日新聞社 1972
- 『女性はたべられない その必然に関わる32の公開』青春出版社 1972
- 『団地小学校』新潮社 1973
- 『楕円』集英社 1973 のち文庫
- 『髪結いの亭主』番町書房 1974
- 『すごい自分だめな自分の研究』青春出版社 1974
- 『マンモス』新潮社 1974
- 『非行者天国』実業之日本社 1975
- 『しょせん、この世は色か食 欲望型による日本人の研究』祥伝社 1975
- 『東南アジアから見た日本』小学館 1976 のち中公文庫
- 『旅は道づれ』文藝春秋 1976 のち文庫
- 『雑草の花』サンケイ出版 1976 のち集英社文庫
- 『オヤジ学入門』文藝春秋 1976 のち文庫
- 『十三秒半』日本経済新聞社 1977 のち文春文庫
- 『中年前後』ダイヤモンド社 1978 のち旺文社文庫
- 『味覚方程式』ロングセラーズ（あまカラ選書）1978
- 『鍵のかかる部屋』集英社 1978 のち文庫
- 『三浦朱門の素晴らしきランニング 走るアホウに走らぬアホウ』講談社 1978
- 『妻をめとらば 朱門の女性50章』サンケイ出版 1978 のち旺文社文庫
- 『歳月の広場』毎日新聞社 1979
- 『光はるかに』日本経済新聞社 1979 のち文春文庫
- 『人妻』集英社 1979 のち文庫
- 『正四面体』新潮社 1980
- 『峠』河出書房新社 1980
- 『日本人の自画像 海外で見つけた自分の顔』小学館 1980 のちPHP文庫
- 『ヒルネの夢』産業能率大学出版部 1980
- 『男って何ですか』海竜社 1980 のち三笠書房知的生き方文庫
- 『結婚なんかおやめなさい お嫁に行くまでに知っておこう』青春出版社 1980
- 『クールなクールな家族論』読売新聞社 1981
- 『わかもの天国』集英社文庫 1981
- 『若葉学習塾』新潮社 1981 のち文庫
- 『おやじの「遺言」』PHP研究所 1981 のち文庫
- 『武蔵野インディアン』河出書房新社 1982
- 『日本人と一所懸命の哲学 雨ニモ負ケズ、風ニモ負ケズ…』PHP研究所 1982
- 『再会』集英社 1983 のち文庫
- 『実りのとき』毎日新聞社 1984
- 『四世同堂』朝日新聞社 1984 のち文庫
- 『好きになる男好きにさせる女 つかまえ方知性の研究』青春出版社 1985 「女性は自ら運命を惑わせる」青春文庫
- 『教師』集英社 1985 のち文庫
- 『朱門塾 異才教育のすすめ』講談社 1985
- 『豊饒の女神』中央公論社 1985 のち文庫
- 『にわか長官の510日』朝日新聞社 1986
- 『風のまにまに』サンケイ出版 1986
- 『『中央公論』一〇〇年を読む』中央公論社 1986
- 『三浦朱門の「教育随想」 外野席から』日本教育新聞社出版局 1987
- 『ささやかな不仕合わせ』朝日新聞社 1987
- 『愛してるってなぜ言えるのか この人を自分のものにしたかったら』青春出版社 1987
- 『望郷』新潮社 1987
- 『老いは怖くない』海竜社 1988 のちPHP文庫
- 『好きになるとき嫌いになるとき 黙っていても何も起こらない』青春出版社 1989
- 『天皇の昭和』扶桑社 1990 のちPHP文庫
- 『若い女性の独り暮らしのすすめ 確かな自立のために』実業之日本社 1990
- 『家長』文藝春秋 1990
- 『結婚セミナー たかが結婚されど結婚』海竜社 1990
- 『親は子のために死ぬべし 老いを見つめて』光文社 1991 のち文庫
- 『結婚より大切な愛がある 14の恋愛経験学』青春出版社 1992
- 『女が「いい女」であるために』三笠書房（知的生きかた文庫）1992
- 『我流・教科書検定』読売新聞社 1992
- 『異境』毎日新聞社 1992
- 『老いれば自由に死ねばいいのだ 中味の濃い人生を生きる』光文社 1992 のち文庫
- 『老い甲斐死に甲斐 よりよく今日を生きるために』海竜社 1993
- 『夫婦は死ぬまで喧嘩するがよし 老いて悔いなく生きる』光文社 1993
- 『老いて妻に従いつ 六十歳からの家族づき合い』海竜社 1994
- 『人工の華』中央公論社 1995
- 『妻への詫び状 老いれば頑固に生きるがいい』光文社 1995
- 『大老年 老いて発見する男の生きがい』海竜社 1995
- 『それでも学校へ行くことが幸せなのか ほんとうの「生き方」を教えるということ』青春出版社 1996
- 『おやじの説教、若者の言い分 この人生で何をしたいのか』PHP研究所 1997
- 『男は女次第 告白ヒト科男の一生』海竜社 1997
- 『わが友遠藤周作 ある日本的キリスト教徒の生涯』PHP研究所 1997
- 『だから男は旅に出る 人にネグラあり』旅行読売出版社 1997
- 『三浦朱門のコミック談義』小池書院 1998
- 『老人よ、花と散れ 思いのままに生きる』光文社 1998
- 『日本人をダメにした教育 子どもにわが信念を強制すべし』海竜社 1998
- 『人生の荷物のおろし方』光文社、1999　「「老い」を愉しめる生き方」ワック文庫
- 『武蔵野ものがたり』集英社新書 2000
- 『天皇 日本の体質』海竜社 2000 のち小学館文庫
- 『お金で買える人生買えない人生』大和書房 2002
- 『わが老い伴侶の老い 老年を愉しむ13の戒め』海竜社 2002　のちぶんか社文庫
- 『日本語の真実』海竜社 2003
- 『日本よ、びくびくするな』海竜社 2003
- 『「生きる力」と「性」を考える』青春出版社 2003
- 『日本の教育は間違えたか』海竜社 2004
- 『「学校秀才」が日本を滅ぼす!』大和書房 2004
- 『親と教師の顔が見たい!』扶桑社 2005
- 『人生の終わり方 積極的に今日を生きる』海竜社 2005
- 『たそがれ男と冬枯れ女』サンガ、2005　『ひとりで生きるよりなぜ、ふたりがいいか』青萠堂 2013
- 『そうか。憲法とはこういうものだったのか』海竜社 2006
- 『妻のオナラ―夫婦のための幸福論』サンガ　2006
- 『常識として知っておきたい「世界の中の日本」』海竜社 2007
- 『朱に交われば… 私の青春交友録』マガジンハウス 2007
- 『五十歳からの人生力』海竜社 2008　「人生は五十歳から」学研M文庫
- 『うつを文学的に解きほぐす 鬱は知性の影』青萠堂 2008
- 『出る杭日本の宿命』育鵬社 2009
- 『不老の精神 魂は衰えない。』青萠堂 2009
- 『老年の品格』海竜社 2010　のち新潮文庫
- 『老年に後悔しない10の備え』青萠堂 2011
- 『老年のぜいたく』青萠堂 2011
- 『老年の流儀 老いてこそ、夫婦の絆』海竜社 2011
- 『老年力 老境こそ第二の人生』海竜社 2012
- 『老年の見識 大切なことは、自分らしく生きること』海竜社 2013
- 『日本人にとって天皇とは何か』海竜社 2014
- 『『東大出たら幸せになる』という大幻想』青萠堂 2015
- 『なぜ日本人は「世間」を気にするのか』海竜社 2015

### 共編著
- 『キリシタン時代の知識人 背教と殉教』遠藤周作 日本経済新聞社・新書 1967
- 『さらば日本大学 バッタ派教師の見た日大紛争』赤塚行雄 文藝春秋 1969
- 『愛のあけぼの』曽野綾子・遠藤周作共著 読売新聞社 1976 「まず微笑」PHP文庫
- 『塾その素顔』（編著）読売新聞社 1983
- 『明治建築の旅』藪野健共著 新潮社（とんぼの本）1988
- 『日本人の心と家』曽野綾子共著 読売新聞社 1994
- 『聖書の土地と人びと』曽野綾子・河谷龍彦共著 新潮社 1996 のち文庫
- 『人はみな「愛」を語る 結婚のかたち、人生のかたち、幸せのかたち』曽野綾子共著 青春出版社 1999　「愛に気づく生き方」青春新書PLAY BOOKS 201
- 『「歴史・公民」全教科書を検証する 教科書改善白書』（編著）小学館文庫 2001
- 『父と娘のパラサイト・シングル』さらだたまこ共著 ベスト新書 2001
- 『「日の丸」「ヒノマル」 国旗の正しい理解のために』吹浦忠正共著 海竜社 2001
- 『戦い好まば国亡び戦い忘れなば国危うし 防衛大学校卒業祝辞集』（編）光文社 2001
- 『犯したアメリカ愛した日本 いまなお敗戦後遺症』西尾幹二共著 ベストセラーズ 2002
- 『子どもに読ませたい世界の名著 あらすじで読むベスト26』（編）あ・うん 2003 のちPHP文庫
- 『日常生活に哲学は必要だ』鷲田小彌太 致知出版社 2003
- 『世界の名著がすじがきでわかる 読んでおきたいベスト26』（編）あ・うん 2004 「読んでおきたい世界の名著」PHP文庫
- 『全「歴史教科書」を徹底検証する』（編著）小学館 2005
- 『日本の活路 どうするどうなる 気鋭対論』渡辺利夫 海竜社 2009
- 『夫婦口論』曽野綾子 育鵬社 2009　のち扶桑社新書、文庫
- 『家族はわかり合えないから面白い』三浦暁子共著 三笠書房 2013
- 『夫婦のルール』曽野綾子共著 講談社 2014
- 『我が家の内輪話』曽野綾子共著 世界文化社 2016

## 翻訳
- 天国は配当を払わない リヒアルト・カウフマン 曽野綾子共訳 大日本雄弁会講談社 1956
- 我が名はアラム ウィリアム・サローヤン 角川文庫 1957 のち福武文庫
- キリストが死んだ日 ジム・ビショップ 荒地出版社 1958
- 第四次元の小説 クリフトン・ファディマン 荒地出版社 1959
- 頭の回転 J.ガンサー 新潮社 1961
- ニッポン歴史の宿 東海道の旅人ものがたり O.スタットラー 人物往来社 1961
- 微生物を追う人びと ポール・ド・クライフ 偕成社 1963（少年少女世界の名著）
- 黒い情婦 アスキン・コールドウェル 講談社 1963
- とがりねずみの谷 アイリーン・フィッシャー 講談社 1971
- 中国農村からの報告 ヤン・ミュルダル 鶴羽伸子共訳 中央公論社 1973
- こどものための聖書物語 フィリップ・ターナー 小学館 1974
- 樽 フリーマン・クロフツ 講談社文庫 1975
- 旅路 血友病と闘った夫妻の記録 ロバート・マッシー、スザンヌ・マッシー 双葉社 1978
- 幻想のオリンポス バーナード・エブスリン 朝日イブニングニュース社、1979 「ギリシャ神話神々と英雄たち」現代教養文庫
- 聖書物語 フィリップ・ターナー 曽野綾子共訳 小学館 1981
- わが子、リッチー 父が息子を殺すとき トーマス・トンプソン 山崎泰広共訳 集英社 1982
- 第四次元の小説 幻想数学短編集 ロバート・A・ハインライン他 小学館 1994（地球人ライブラリー）
- 希望の扉を開く ヨハネ・パウロ2世 曽野綾子共訳 同朋舎出版 1996 のち新潮文庫